# NGC 6836
NGC 6836 este o galaxie situată în constelația Săgetătorul. A fost descoperită în 2 august 1881 de către Édouard Stephan⁠(d).